# Namie, Fukushima
Namie (japanska: 浪江町?, Namie-machi) är en landskommun (köping) i Fukushima prefektur, Japan. Orten är numera en  spökstad då den övergavs 2011 efter Fukushima-olyckan och hade innan den övergavs 20 905 invånare (2010).
Kommunen har (augusti 2024) cirka 15 000 invånare folkbokförda, men endast cirka 2 200 bor inom kommunens område.
I Namie finns också en järnvägsstation på JR Higashi Nihon:s Joban-linje. Järnvägsstationen återöppnades 1 april 2017.

## Bilder

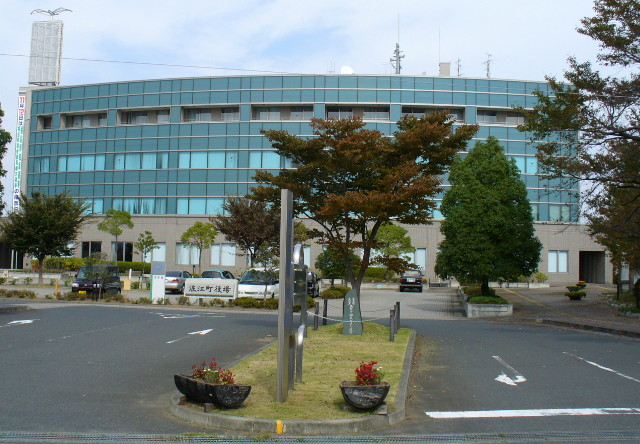
Namies stadshus (2006)
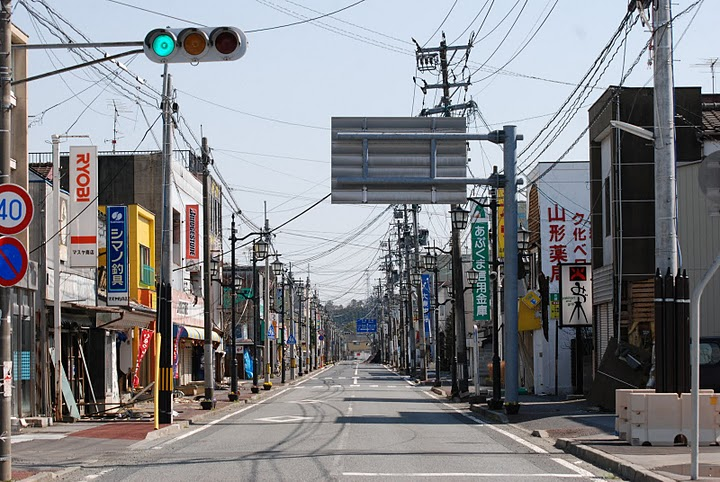
Namies stadscentrum efter olyckan (april 2011)
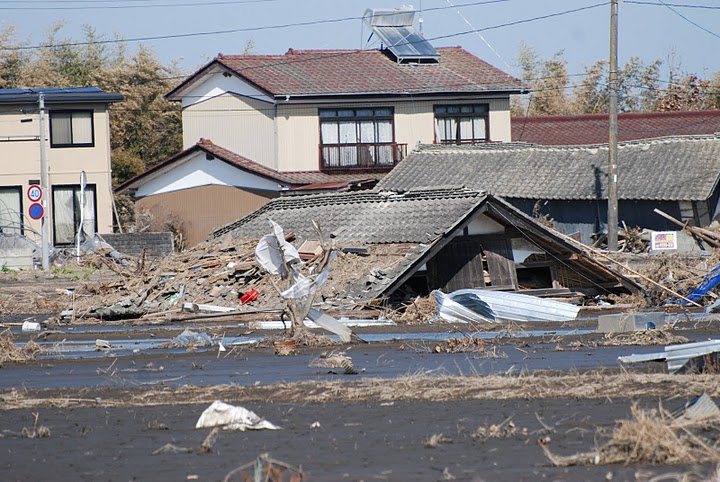
Förstörda hus efter olyckan